# Década de 1960 nos Estados Unidos
Esta é uma cronologia de década de 1960 nos Estados Unidos.

## 1960
- 1 de abril: O primeiro satélite meteorológico norte-americano, TIROS-1, é lançado de Cabo Canaveral pela NASA.[1][2]
- 13 de abril: O primeiro sistema de navegação por satélite norte-americano, Transit 1B, é lançado em órbita.[2]
- 21 de abril: O Congresso dos Estados Unidos aprova a Lei de Direitos Civis de 1960 (Civil Rights Act of 1960).[3]
- 21 de maio: O porta-aviões norte-americano USS Kitty Hawk é lançado.
- 17 de junho: A Vigésima-Terceira Emenda da Constituição dos Estados Unidos é aprovada pelo Congresso dos Estados Unidos.[4]
- 4 de julho: A 50ª estrela, que representa o estado do Havaí admitido à União no ano anterior, é adicionada à Bandeira dos Estados Unidos.
- 13 de julho: A Convenção do Partido Democrata escolhe o Senador John F. Kennedy, de Massachusetts.[5]
- 29 de julho: A NASA divulga o programa espacial civil apollo. O programa deveria abranger voos tripulados à Lua e enviar sondas aos planetas Marte e Vênus.
- 18 de agosto: Os Estados Unidos assinam o Tratado da Antártida.[6][7]
- 26 de setembro: Um debate presidencial entre o vice Richard Nixon e o senador John F. Kennedy é transmitido pela televisão pela primeira vez.[8]
- 19 de outubro: Os Estados Unidos impõem um embargo contra exportações à Cuba, com exceção de remédios e certos alimentos.[5]
- 3 de novembro: Dr. William Frank Libby, da Universidade da Califórnia, recebe o Prêmio Nobel da Química.[8]
- 8 de novembro: É realizada a eleição presidencial. O Senador do Estado de Massachusetts, John F. Kennedy é eleito Presidente dos Estados Unidos, derrotando Richard Nixon.[9][10][11]

## 1961
- 3 de janeiro: Os Estados Unidos rompem as relações diplomáticas com a Cuba.[10][12][13]
- 20 de janeiro: John F. Kennedy toma posse como o 35º Presidente dos Estados Unidos.[10][13]
- 1 de fevereiro: O primeiro míssil balístico intercontinental dos Estados Unidos, Minuteman I, é disparado.[14]
- 1 de março: O Corpo da Paz (Peace Corps), uma agência federal norte-americana independente, é criada pelo presidente John F. Kennedy.[15][16][17]
- 5 de março: Alan Shepard, do Programa Mercury, torna-se o primeiro astronauta norte-americano a ir ao espaço a bordo do Freedom 7.[18][19]
- 29 de março: A Vigésima-Terceira Emenda da Constituição dos Estados Unidos é ratificada, permitindo os residentes de Washington, DC para votar nas eleições presidenciais.[4][19][20]
- 29 de abril: O porta-aviões norte-americano USS Kitty Hawk é comissionado em Camden, Nova Jérsei.[18]
- 21 de setembro: O Corpo da Paz é aprovado pelo Congresso dos Estados Unidos.[19]

## 1962
- 4 de janeiro: Fred Korth torna-se o 57° Secretário da Marinha dos Estados Unidos.[21]
- 8 de fevereiro: O Comando Americano de Assistência Militar para o Vietnã (Military Assistance Command, Vietnam) é criado no Vietnã do Sul.[21][22]
- 10 de fevereiro: O piloto norte-americano do avião capturado, Francis Gary Powers, é trocado pelo espião soviético capturado, Rudolf Abel.[15][23]
- 20 de fevereiro: John H. Glenn Jr torna-se o primeiro astronauta norte-americano a entrar em órbita da Terra e é lançado a bordo da cápsula espacial Friendship 7.[21][24][25][26]
- 15 de maio: Forças norte-americanas desembarcam em Bangkok, Tailândia.[27]
- 27 de agosto: A Vigésima-Quarta Emenda da Constituição dos Estados Unidos é aprovada pelo Congresso dos Estados Unidos.[28]
- 1 de outubro: James Meredith torna-se o primeiro estudante negro na Universidade do Mississippi após ter seu ingresso barrado pelo governador do estado e pela Guarda Nacional.[29]

## 1963
- 3 de abril: Iniciam as demonstrações dos direitos civis contra segregação racial em Birmingham, Alabama.[30]
- 10 de abril O submarino nuclear norte-americano USS Thresher naufraga a leste de Boston, Massachusetts, matando 129 tripulantes a bordo.[15]
- 12 de abril: Dr. Martin Luther King Jr. e outros líderes são presos.[31]
- 12 de junho: Medgar Evers, ativista afro-americano do Movimento dos Direitos Civis, é assassinado pelo supremacista branco Byron De La Beckwith em Jackson, Mississippi.
- 5 de agosto: Os Estados Unidos, a Grã-Bretanha e a União Soviética assinam o Tratado de Interdição Parcial de Ensaios Nucleares em Moscou.[32]
- 28 de agosto: Líder negro norte-americano, Martin Luther King, faz seu discurso Eu Tenho Um Sonho (I Have a Dream) numa manifestação com mais de 200 mil pessoas em Washington, DC à favor dos direitos civis dos negros nos Estados Unidos.[15]
- 24 de setembro: O Tratado de Interdição Parcial de Ensaios Nucleares é ratificado pelo Senado dos Estados Unidos.[32]
- 22 de novembro: John F. Kennedy, 35º presidente dos Estados Unidos, é assassinado pelo atirador Lee Harvey Oswald em Dallas, Texas.[33] O seu vice Lyndon B. Johnson toma posse como o 36º Presidente dos Estados Unidos.[9][15]
- 24 de novembro: Lee Harvey Oswald, acusado da morte do presidente John F. Kennedy, é assassinado pelo dono da casa noturna, Jack Ruby, em Dallas, Texas.[9][33]

## 1964
- 9 de janeiro: A República do Panamá suspende as relações diplomáticas com os Estados Unidos.[34]
- 23 de janeiro: A Vigésima-Quarta Emenda da Constituição dos Estados Unidos é ratificada, proibindo o uso de impostos de votação nas eleições federais.[34][35]
- 4 de fevereiro: A Vigésima-Quarta Emenda da Constituição dos Estados Unidos entra em vigor.[28][34]
- 14 de março: Jack Ruby, acusado da morte de Lee Harvey Oswald, é condenando à morte.[35]
- 19 de junho: O Senado dos Estados Unidos aprova a Lei de Direitos Civis de 1964 (Civil Rights Act of 1964).
- 2 de julho: A Lei de Direitos Civis de 1964 é assinada pelo presidente Lyndon B. Johnson, proibindo a segregação racial.[35][36]
- 4 de agosto: Os Estados Unidos começam a bombardear o Vietnã do Norte. Os corpos de três militares dos direitos civis mortos são encontrados pelos agentes do FBI no Mississippi.[37]
- 7 de agosto: A Resolução do Golfo de Tonkin é aprovada pelo Congresso dos Estados Unidos.[38][39]
- 14 de outubro: O líder negro do movimento de direitos civis, Martin Luther King Jr., torna-se a pessoa mais jovem a receber o Prêmio Nobel da Paz.[35][40]
- 3 de novembro: É realizada a eleição presidencial. Lyndon B. Johnson é reeleito Presidente dos Estados Unidos.[35][40]

## 1965
- 21 de fevereiro: Malcolm X, líder nacionalista afro-americano, é assassinado durante um comício em Harlem, na cidade de Nova Iorque.[9][41]
- 8 de março: As primeiras forças norte-americanas desembarcam no Vietnã do Sul.[42]
- 23 de março: A NASA lança a Gemini III, o primeiro voo espacial norte-americano tripulado por astronautas Virgil "Gus" Grissom e John Young.[43]
- 4 de abril: A primeira aeronave norte-americana é destruída pela Força Aérea do Vietnã do Norte.[44]
- 6 de abril: O primeiro satélite comercial, Early Bird I, é lançado pela NASA.[41][45]
- 28 de abril: Os fuzileiros norte-americanos desembarcam na República Dominicana.[41]
- 6 de agosto: Presidente Lyndon B. Johnson assina a Lei dos Direitos ao Voto (Voting Rights Act), que dá fim às as práticas eleitorais discriminatórias decorrentes da segregação racial nos Estados Unidos.[46]
- 9 de setembro: O Departamento de Habitação e Desenvolvimento Urbano (United States Department of Housing and Urban Development) é criado pelo Congresso dos Estados Unidos.[47][48]
- 3 de outubro: Presidente Lyndon B. Johnson assina as Emendas de Imigração e Nacionalidade.[49]

## 1966
- 30 de maio: O satélite Surveyor 1 é lançado pela NASA.[50]
- 2 de junho: O satélite Surveyor 1 torna-se a primeira sonda norte-americana a pousar na Lua.[50]
- 6 de junho: O ativista do Movimento Negro, James Meredith, é ferido à bala no Mississippi.[51]
- 14 de julho: Oito estudantes de enfermagem são assassinadas por Richard Speck em Chicago.
- 1 de agosto: O estudante Charles Whitman, de 25 anos, mata 13 estudantes e fere 33 de uma torre na Universidade do Texas, Austin, depois de esfaquear a mãe e a mulher à morte na casa até ser morto pela polícia.[41][52]
- 28 de setembro: A Convenção Internacional sobre Eliminação de Discriminação Racial é assinada pelos Estados Unidos.
- 15 de outubro: O Departamento dos Transportes dos Estados Unidos é criado.[53]
- 8 de novembro: Edward Brooke é eleito pelo Congresso norte-americano como o primeiro senador negro dos Estados Unidos. O ator Ronald Reagan é eleito governador da Califórnia.

## 1967
- 8 de janeiro: Tropas norte-americanas e sul-vietnamitas atacam noroeste de Saigon, iniciando a maior ofensiva da Guerra do Vietnã.[54]
- 27 de janeiro: Os astronautas norte-americanos Virgil 'Gus' Grissom, Ed White e Roger Chaffee morrem no solo em um incêndio durante um exercício de teste da cáspula Apollo 1, na plataforma de lançamentos de Cabo Canaveral.[26][55][56]
- 10 de fevereiro: A Vigésima-Quinta Emenda à Constituição dos Estados Unidos é ratificada pelos estados do país.[57]
- 22 de fevereiro: Forças dos Estados Unidos e do Vietnã do Sul lançam a Operação Junction City, a maior operação da Guerra do Vietnã, atacando as forças comunistas na província de Tayninh, norte de Saigon.[58]
- 29 de março: Uma greve dos trabalhadores da televisão começa em todo o país com a duração de 13 dias.
- 31 de março: Presidente Lyndon B. Johnson assina o Tratado Consular.
- 1 de abril: O Departamento dos Transportes dos Estados Unidos começa em operações.[53]
- 2 de outubro: Thurgood Marshall, o primeiro negro a tornar-se o membro da Suprema Corte dos Estados Unidos, toma posse no prédio da Suprema Corte.[59]
- 20 de novembro: O censo do país informa a população norte-americana chega a 200 milhões.[60]
- 15 de dezembro: A Lei sobre Discriminação de Idade no Trabalho (Age Discrimination in Employment Act) é aprovada pelo Congresso dos Estados Unidos, proibindo a discriminação de pessoas maiores de 40 anos pelas empresas.[61]

## 1968
- 11 de março: Tropas norte-americanas e sul-vietnamitas lançam a maior ofensiva da Guerra do Vietnã.[62]
- 16 de março: Guerra do Vietnã: Um pelotão do exército norte-americano, comandado pelo tenente William L. Calley, mata centenas de civis vietnamitas, na maioria mulheres e crianças no Massacre de My Lai.[63][64]
- 31 de março: Presidente Lyndon B. Johnson anuncia que não irá concorrer à reeleição.[62][65]
- 4 de abril: Dr. Martin Luther King Jr., líder afro-americano, é assassinado a tiros por James Earl Ray em um motel de Memphis, Tennessee.[9][66]
- 11 de abril: Presidente Lyndon B. Johnson assina a Lei dos Direitos Civis de 1968 (Civil Rights Act of 1968), que proíbe a discriminação racial.[67][68]
- 26 de abril: O vice-presidente, Hubert Humphrey, declara ser candidato a presidente dos Estados Unidos.[68]
- 5 de junho: O senador democrata, Robert F. Kennedy, candidato a presidente dos Estados Unidos, é atingido a tiros por um imigrante palestino Sirhan Sirhan em um hotel de Los Angeles, Califórnia. Morre no dia seguinte.[9][66][69][70]
- 8 de junho: James Earl Ray, acusado da morte do líder negro Martin Luther King Jr., é preso pelos detetives da Scotland Yard, em Londres, Inglaterra.[67]
- 1 de julho: O Tratado de Não-Proliferação de Armas Nucleares é assinado pelas 62 nações, incluindo os Estados Unidos, em Washington, em Londres e em Moscou.[71]
- 15 de julho: Um jato soviético desembarca no aeroporto de Nova Iorque iniciando os voo comerciais entre a União Soviética e os Estados Unidos.
- 8 de agosto: A Convenção do Partido Republicano elege Richard Nixon como candidato a presidente dos Estados Unidos.[66]
- 20 de outubro: A viúva do presidente John F. Kennedy, Jacqueline Kennedy casa-se com o bilionário grego Aristóteles Onassis, na Grécia.[72]
- 31 de outubro: Presidente Lyndon B. Johnson anuncia o fim de todo o bombardeio do Vietnã do Norte.[72]
- 5 de novembro: É realizada a eleição presidencial. Richard Milhous Nixon é eleito presidente dos Estados Unidos, derrotando o candidato democrata Hubert Humphrey.[73]

## 1969
- 20 de janeiro: Richard Milhous Nixon toma posse como o 37º Presidente dos Estados Unidos.[74][75]
- 10 de março: James Earl Ray declara-se culpado de assassinar o líder negro Martin Luther King Jr. e é condenado a 99 anos de prisão.[75][76]
- 13 de março: O Tratado de Não-Proliferação de Armas Nucleares é ratificado pelo Senado dos Estados Unidos.[77]
- 21 de maio: Sirhan Sirhan, acusado do assassinato do senador Robert F. Kennedy, é condenado à morte.[74]
- 8 de junho: Presidente Richard Nixon anuncia a retirada de 25 mil tropas norte-americanas do Vietnã.[78][79]
- 16 de julho: A nave Apollo 11 é lançada de Cabo Canaveral.[26][78]
- 20 de julho: Os astronautas Neil Armstrong e Edwin Aldrin tornam-se os primeiros homens a pisar na Lua a bordo da nave Apollo 11 com os astronautas Buzz Aldrin e Michael Collins.[9][26][66][78][79][80]
- 15 a 18 de agosto: O Festival de Woodstock, um festival de música com 400 mil pessoas, é realizado na cidade rural de Bethel, no estado de Nova York.[9][66]
- 31 de agosto: As primeiras tropas norte-americanas são retiradas do Vietnã.[79]
- 14 de novembro: Apollo 12, a segunda missão do Programa Apollo a pousar na superfície da Lua, é lançada pela NASA.[81]
- 17 de novembro: Iniciam as Conversações sobre Limites para Armas Estratégicas (Strategic Arms Limitation Talks), os tratados internacionais entre os Estados Unidos e a União Soviética em Helsinque, Finlândia.[82]
- 17 de dezembro: O Secretário da Força Aérea anuncia o fechamento do Projeto Blue Book, uma investigação dos objetos voadores não identificados (OVNI).[83]